# Dagestánská přírodní rezervace
Dagestánská přírodní rezervace (rusky Дагестанский государственный природный заповедник) zahrnuje dvě samostatná chráněná území a tři menší přírodní rezervace v Dagestánské republice Ruské federace.

## Kizljarský záliv
Kizljarský záliv (rusky Участок „Кизлярский залив“) je chráněné území v Tarumovském okrese na severovýchodě Dagestánu u ústí řeky Kuma do Kaspického moře.

## Sarykumské duny
Sarykumské duny (rusky Участок „Сарыкумские барханы“) je oblast písečných přesypů v Kumtorkalinském okrese. Duny se nacházejí na úpatí hřebene Narat-Tjube, na levém břehu řeky Šura-Ozeň, 18 kilometrů severozápadně od Machačkaly. Duna Sary-Kum, vysoká 262 metrů, je nejvyšším písečným přesypem nejen na území Ruské federace, ale i na celé euroasijské pevnině. Zároveň je tato oblast nejteplejším místem v Dagestánu. U úpatí duny byl naměřen maximální rekord 42,5 °C, přičemž teplota písku na povrchu duny v létě dosahuje 55 - 60 °C. Pokud jde o místní faunu, v oblasti duny se vyskytují zajíci a lišky, ale i specifické druhy, jako tarbík huňatý, ježek ušatý či malý pískomil Meriones meridianus

## Agrachanská rezervace

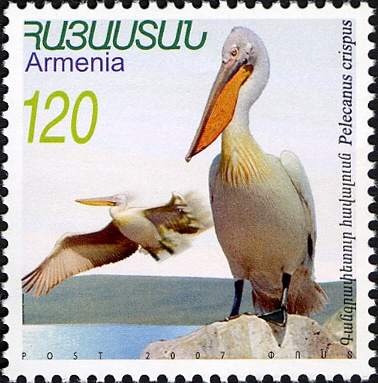
Pelikán kadeřavý na arménské poštovní známce

Agrachanská rezervace (rusky Аграханский заказник) je přírodní rezervace federálního významu o rozloze 39 000 ha, vyhlášená v roce 1983. Nachází se na poloostrově v oblasti Agrachanského zálivu, nedaleko ústí řeky Těrek do Kaspického moře. Předmětem ochrany jsou početné druhy živočichů a rostlin. Ze savců zde žije například vydra kavkazská, kočka bažinná, tchořík skvrnitý nebo jelen evropský.
Na území rezervace hnízdí nebo přezimuje na 200 druhů ptáků, z nichž kolem 40 druhů patří k velmi ohroženým, zapsaným v Červené knize. Vyskytuje se zde například jeřáb panenský (Anthropoides virgo), pelikán kadeřavý, kormorán malý, ibis hnědý, racek velký, orel mořský, dále růžoví plameňáci, čápi, volavky a mnoho jiných. V přilehlých vodách žije mnoho různých druhů ryb. Z rostlin se zde vyskytují některé chráněné druhy, například nepukalka vzplývající, ohrožené druhy bublinatek a další.

## Samurská rezervace
Samurská rezervace (rusky Самурский заказник) je menší přírodní rezervace v jihovýchodním cípu dagestánského území na pobřeží Kaspického moře. Rezervace o rozloze 11 200 ha na území Magarmkentského a Derbentského okresu byla vyhlášena již v roce 1982 a zahrnuje oblasti delty řeky Samuru s liánovými lesy, četnými vodními rameny, lagunami, jezery, ostrovy i přilehlým příbřežním pásem Kaspického moře. Vyskytuje se zde kolem 1000 druhů rostlin, mezi nimi i řada endemických a reliktních druhů, a rovněž i množství chráněných živočichů. Na tomto území se připravuje vyhlášení Samurského národního parku.

## Tljaratinská rezervace
Tljaratinská rezervace (rusky Тляратинский заказник) je chráněné území v nejjižnější části Dagestánu, na hranicích s Gruzií a Ázerbájdžánem, na horním toku řeky Avarské Kojsu. Tato oblast v nadmořské výšce od 1500 do 3932 (hora Butnušuer) metrů zahrnuje severní svahy hlavního kavkazského hřebene a jihozápadní výběžky hřebene Nukatl (rusky Нукатль). Chráněné území o rozloze 83 500 ha bylo vyhlášeno v roce 1986 a v roce 2009 bylo začleněno pod správu Dagestánské přírodní rezervace. Předmětem ochrany je horská krajina s lesy, horskými jezery a ledovci a místní bohatou faunou a flórou.